# アイ・キャッチャー
アイ・キャッチャー、アイキャッチャー (eye catcher) は、各種のデザインにおいて、人の注意を引きつけるための視覚的要素の総称。英語で「人目を引くもの」の意。
狭義では複数の広告作品で継続的に使用するために意図的に制作された図像を意味し、一瞥で商品や広告主を想起させるものとも説明される。なお、広告業界ではこのような要素をアイキャッチとも称する。

## 概要

### 広告
アイ・キャッチャーの具体例として、特定の写真、イラストレーション、キャラクター、ロゴタイプ、特定の人物の顔、アイコン、色などがある。このうち、写真は視覚効果が高い。
文字情報は図形と組み合せることで印象が強まる。
美人 (Beauty)、動物 (Beast)、赤ん坊 (Baby) は「三つのB」と称されるほどに宣伝や広告で多用される。

### その他の分野
日本では、建築・造園の分野において、関心を高める要素を「アイキャッチャー」と称する。
また、日本の放送業界には、番組タイトルを印象させるための演出の呼称「アイキャッチ」がある。